# Karl Schmidt-Rottluff
Karl Schmidt-Rottluff (1. prosince 1884 v Rottluffu – 10. srpna 1976 v Berlíně) byl německý expresionistický malíř a grafik.

## Životopis
V roce 1905 pomáhal založit skupinu Die Brücke, pro kterou získal některé další členy, jako Emila Noldeho nebo kunsthistoričku Rosu Schapire. Vystavoval také u Der Blaue Reiter. Před druhou světovou válkou byl nacisty zařazen do skupiny zvrhlých umělců, kteří nesměli v Německu tvořit. Schmidt-Rottluff začal znovu malovat až po válce.
Z kolektivu Brücke měl nejblíže k Erichovi Hecklovi, s který se setkal už na gymnáziu v Chemnitzu. Na jeho tvorbu měl velký vliv také Nolde. Po rozpadu expresionistické skupiny Die Brücke si dokázal najít cest k dalším směrům, jako byl kubismus a futurismus. Pro malbu používal dynamické nanášení husté barvy. Z grafických technik ovládal dřevořez, litografii a lept.

## Galerie

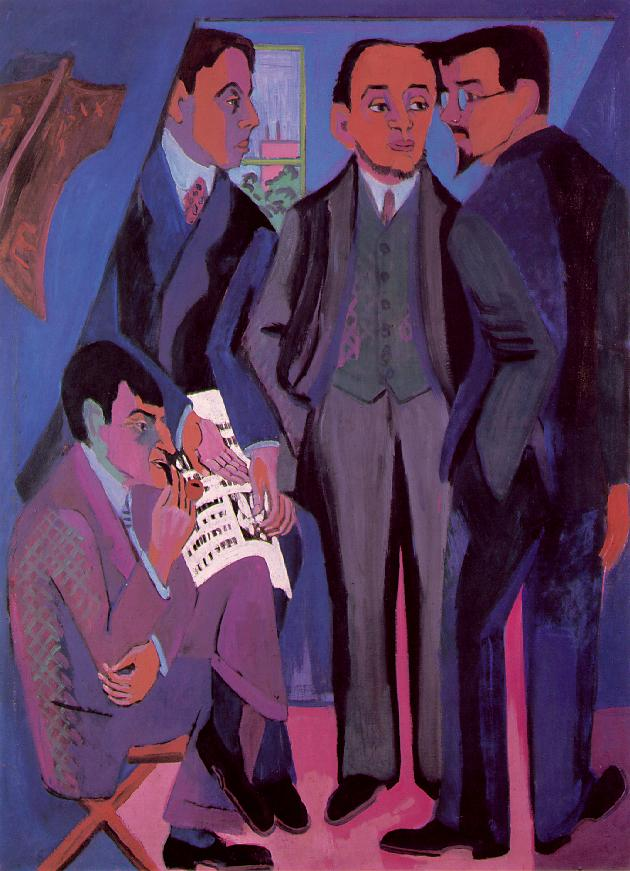
Schmidt-Rottluff, Karl. Eine Künstlergemeinschaft, 1926-1927
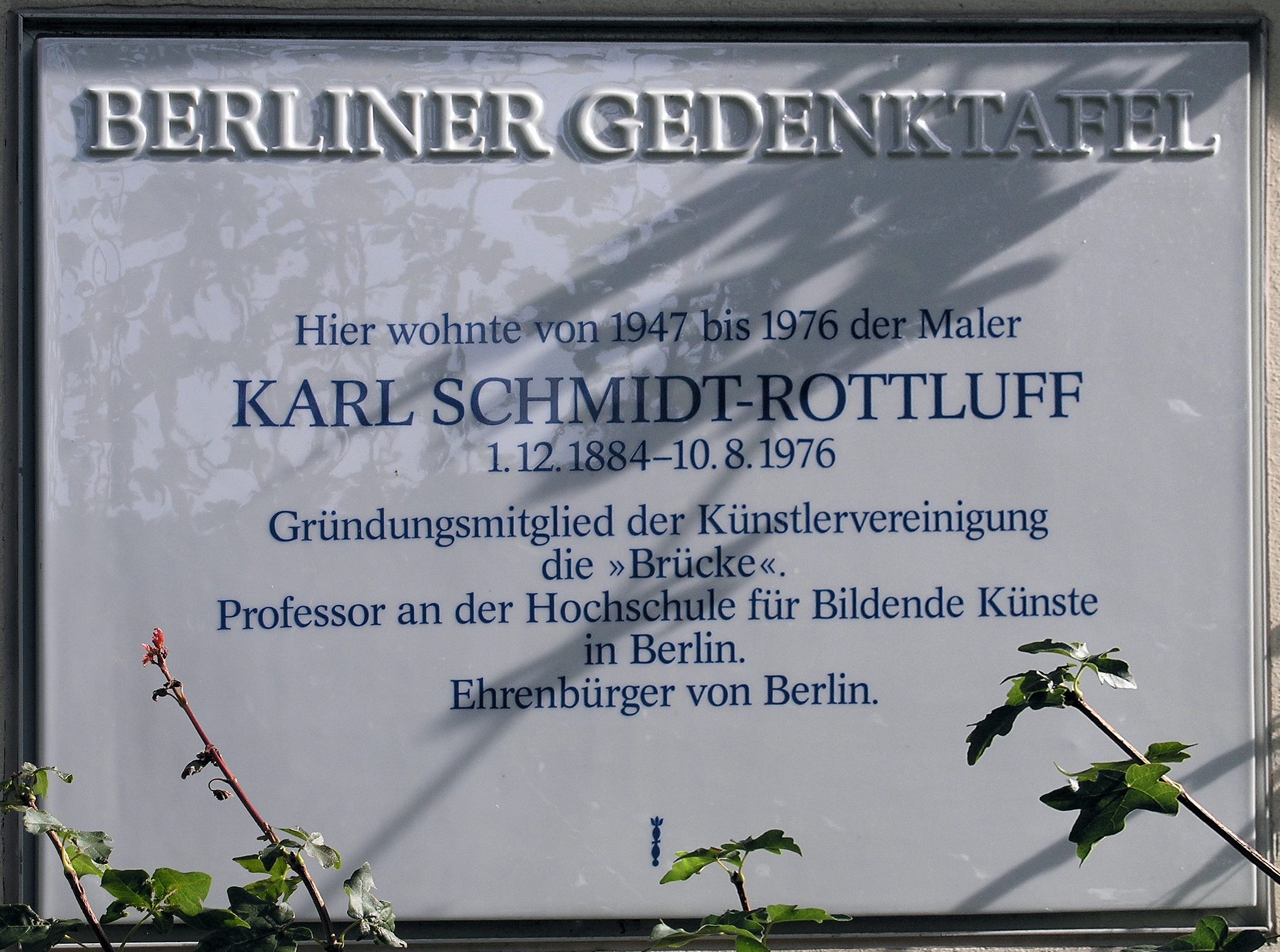
Pamětní deska, věnovaná umělci, v Berlíně